# Ikeda Masahiro
Masahiro Ikeda (sinh ngày 9 tháng 10 năm 1981) là một cầu thủ bóng đá người Nhật Bản.

## Sự nghiệp câu lạc bộ
Masahiro Ikeda đã từng chơi cho Sagawa Express Tokyo, Shonan Bellmare, Blaublitz Akita, Banditonce Kakogawa và Nara Club.